# Church's Chicken

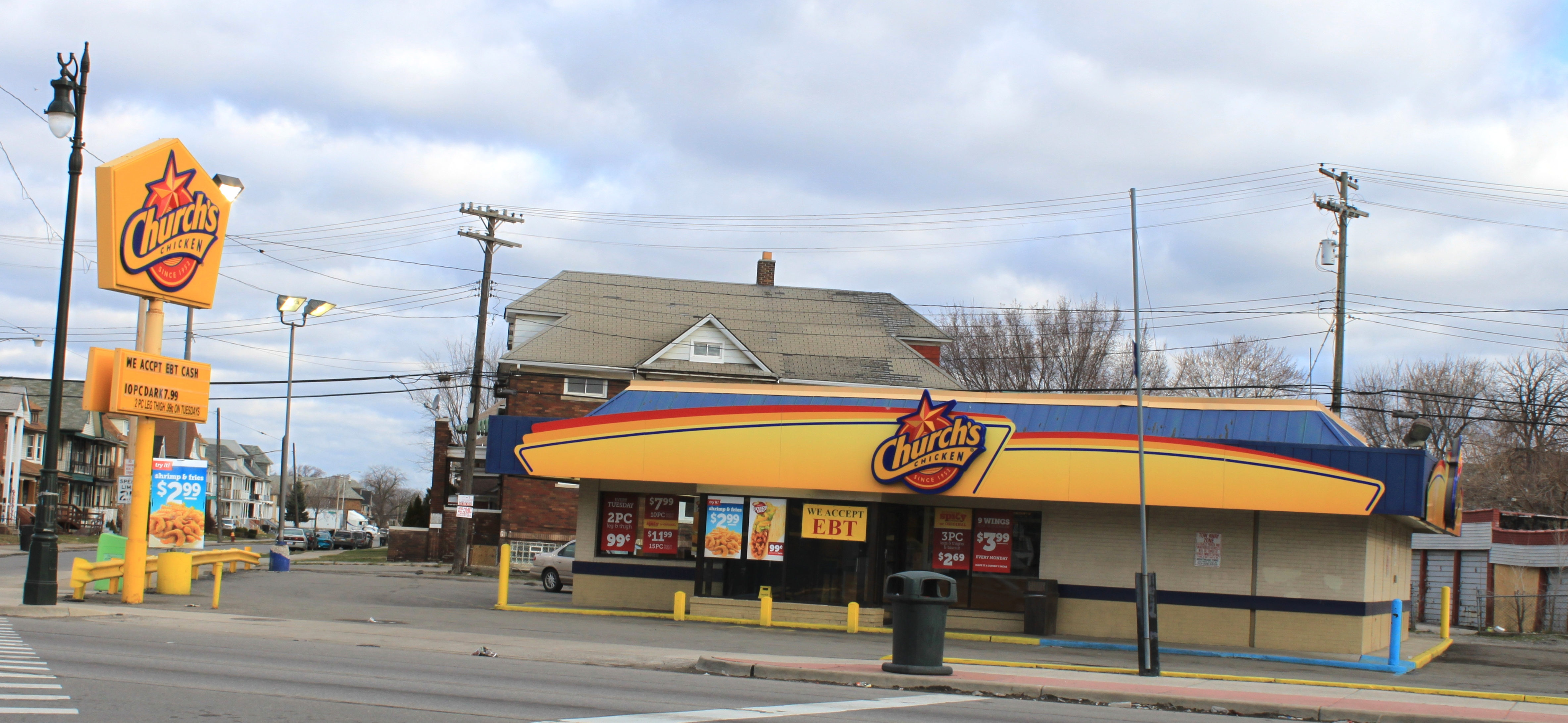
Church's Chicken i Detroit

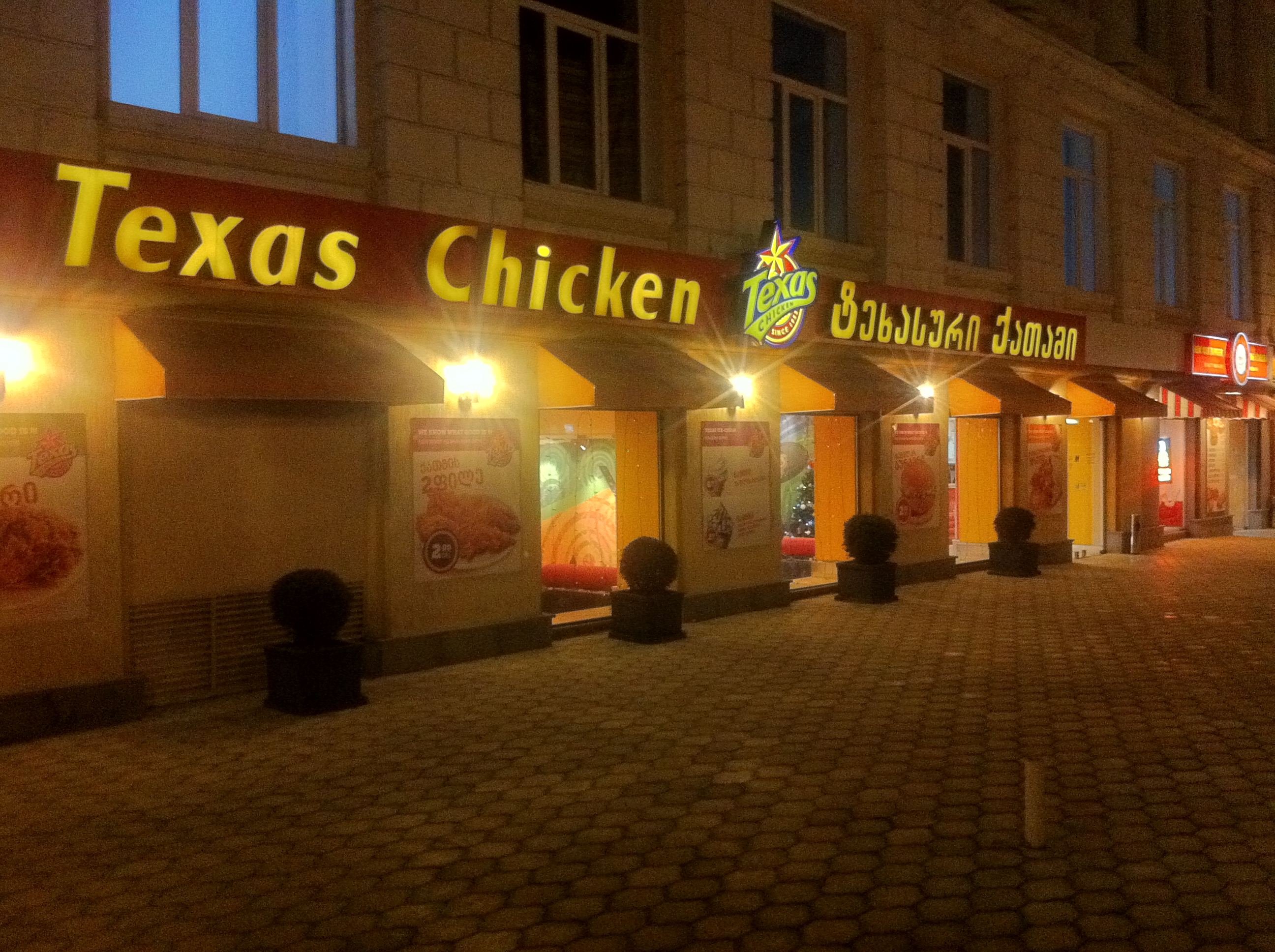
Texas Chicken-restaurang i Tbilisi

Church's Chicken är en i grunden amerikansk snabbmatskedja med fokus på friterad kyckling och verksamhet i ett tjugotal länder. I vissa av dessa, bland annat Indien och Georgien, heter restaurangerna istället Texas Chicken.
Den första restaurangen öppnades som Church's Fried Chicken To Go av George W. Church, Sr. den 17 april 1952, i San Antonio, tvärs över gatan från Alamo.